# Ешлі Вагнер
Ешлі Вагнер (англ. Ashley Wagner; нар. 16 травня 1991 в Гайдельберзі, Німеччина) — американська фігуристка, яка виступає в одиночному катанні. Вона — чемпіонка чотирьох континентів (2012), бронзовий призер Олімпійських ігор в командних змаганнях у 2014, чемпіонка США (2012), бронзовий призер чемпіонатів світу серед юніорів (2007, 2009), срібний призер фіналу серії Гран-прі серед юніорів 2006 — 07.
Станом на січень 2014 займає 4-е місце в рейтингу Міжнародного союзу ковзанярів (ІСУ).

## Сім'я

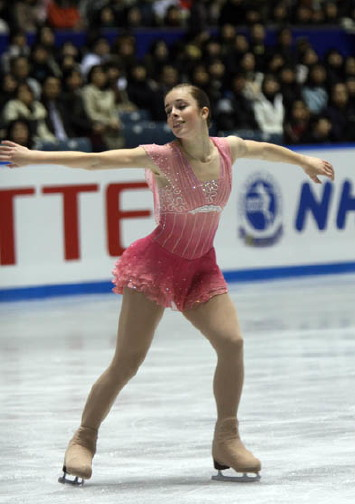
Ешлі Вагнер на турнірі «NHK Trophy» у 2008

Ешлі Вагнер — перша дитина Еріка та Мелісси Вагнер. Її батько — підполковник американської армії; коли народилася Ешлі, його місцем служби була Німеччина. Саме тому в графі «місце народження» у Вагнер значиться Німеччина. Вона — громадянка Сполучених Штатів, її мати — викладач. Її молодший брат Остін теж займається фігурним катанням.
Сім'я, завдяки зміні місць проходження служби батька, переїжджала дев'ять разів протягом дитинства фігуристки. Після повернення з Німеччини вона жила в штатах Каліфорнія, Аляска, Канзас та Вашингтон. Сьогодні сім'я Ешлі живе в Александрії, штат Вірджинія.

## Кар'єра
Дебют на чемпіонаті світу в 2008 році для Ешлі вийшов змазаним: у довільній програмі їй довелося виступати одразу після того, як від продовження боротьби відмовилася Мікі Андо, і це збило спортсменку з пантелику і вона зірвала більшість стрибків.
Після закінчення сезону 2010/2011 спортсменка перервала 3-х річну співпрацю з тренером Прісциллою Хілл та хореографом Іриною Романовою та переїхала до Каліфорнії для тренувань у Джона Нікса.

## Спортивні досягнення

### Результати після 2010 року
| Змагання                                  | 2010—2011 | 2011—2012 | 2012—2013 | 2013—2014 |
| ----------------------------------------- | --------- | --------- | --------- | --------- |
| Зимові Олімпійські ігри командні змагання |           |           |           | 3         |
| Чемпіонати світу                          |           | 4         | 5         |           |
| Чемпіонати чотирьох континентів           |           | 1         |           |           |
| Чемпіонати США                            | 6         | 1         | 1         | 4         |
| Фінали Гран-прі                           |           |           | 2         | 3         |
| Етапи Гран-прі: Cup of Russia             | 3         |           |           |           |
| Етапи Гран-при: NHK Trophy                | 5         | 4         |           |           |
| Етапи Гран-прі: Skate America             |           |           | 1         | 2         |
| Етапи Гран-прі: Skate Canada              |           | 3         |           |           |
| Етапи Гран-прі: Trophée Eric Bompard      |           |           | 1         | 1         |

### Результати до 2010 року
| Змагання                               | 2004—2005 | 2005—2006 | 2006—2007 | 2007—2008 | 2008—2009 | 2009—2010 |
| -------------------------------------- | --------- | --------- | --------- | --------- | --------- | --------- |
| Чемпіонати світу                       |           |           |           | 16        |           |           |
| Чемпіонати Чотирьох континентів        |           |           |           | 8         |           |           |
| Чемпіонати світу серед юніорів         |           |           | 3         |           | 3         |           |
| Чемпіонати США                         | 7N.       | 4J.       | 3J.       | 3         | 4         | 3         |
| Фінали Гран-прі                        |           |           |           |           |           | 4         |
| Етапи Гран-прі: Rostelecom Cup         |           |           |           |           |           | 2         |
| Етапи Гран-прі: NHK Trophy             |           |           |           |           | 4         | 3         |
| Етапи Гран-прі: Cup of China           |           |           |           |           | 4         |           |
| Етапи Гран-прі: Trophée Eric Bompard   |           |           |           | 3         |           |           |
| Етапи Гран-прі: Skate Canada           |           |           |           | 5         |           |           |
| Фінали юніорського Гран-прі            |           |           | 2         |           |           |           |
| Етапи юніорського Гран-прі, Нідерланди |           |           | 1         |           |           |           |
| Етапи юніорського Гран-прі, Франція    |           |           | 1         |           |           |           |
| Triglav Trophy                         |           | 1J.       |           |           |           |           |

N = дитячий рівень; J = юніорський рівень